# Condylostylus fuscipennis
Condylostylus fuscipennis är en tvåvingeart som beskrevs av Van Duzee 1934. Condylostylus fuscipennis ingår i släktet Condylostylus och familjen styltflugor.
Artens utbredningsområde är Guyana. Inga underarter finns listade i Catalogue of Life.